# Loa loa
Loa loa è un nematode parassita dell'uomo e di altri animali, diffuso principalmente in Africa e in India. Causa la filariasi.
Viene comunemente chiamato verme dell'occhio. È infatti uno dei pochi vermi responsabili della filariasi sottocutanea nell'uomo. Altri due responsabili diffusi sono la Onchocerca volvulus e la Mansonella streptocerca. Le larve vengono comunemente chiamate microfilarie.

## Descrizione fisica
I vermi Loa loa hanno un corpo molto semplice, composto da testa, corpo e coda.
I maschi hanno genericamente una lunghezza dai 20 ai 34 mm e sono larghi tra i 350 e i 430 μm. Le femmine sono invece leggermente più grandi, con una dimensione tra i 20 e i 70 mm e una larghezza di circa 425 µm.
Si muovono attraverso il grasso sottocutaneo, cibandosene, ma anche nel tessuto connettivo, nelle sierose, nel Sistema circolatorio linfatico o nel sangue.

## Ciclo vitale

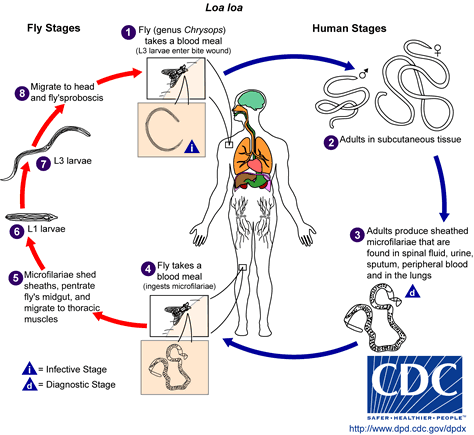
Ciclo vitale del verme nell’essere umano

Solitamente tre sono le specie coinvolte in questo ciclo vitale: il parassita loa loa, un portatore (solitamente della specie Chrysops), e un ospite (in genere l'uomo o altri grandi mammiferi). 
- Un insetto mordendo un umano infetto ingerisce anche il loa loa;
- Il verme si sposta quindi all'interno del corpo dell'insetto depositando delle larve;
- Qui le larve si sviluppano dalla prima alla terza fase;
- Quando hanno raggiunto la terza fase le larve si spostano nella proboscide dell'insetto;
- Quando l'insetto infetto morde un ospite umano le larve si spostano entrando nel tessuto sottocutaneo.
- Qui le larve maturano in adulti, riproducendosi.

## Patogenesi
Questi parassiti infettano l'ospite umano muovendosi prevalentemente attraverso i tessuti sottocutanei causando infiammazione della pelle, soprattutto quando il parassita si ferma per un periodo di tempo in una specifica zona del corpo. Zone spesso colpite sono polsi e caviglie, molto soggette a morsi, ma il fastidio scompare appena il parassita riprende a muoversi.
I parassiti possono anche viaggiare attraverso l'occhio, infettandolo e causandone gonfiore. I sintomi più comuni includono prurito, dolori articolari, stanchezza, e possono arrivare anche a causare la morte dell'ospite.
I principali metodi di diagnosi comprendono la presenza di microfilarie nel sangue, la presenza di un verme nell'occhio (ben visibile), e la presenza di gonfiori cutanei.
I vermi possono facilmente essere rimossi chirurgicamente, solitamente seguiti da un trattamento a base di farmaci.